# Comando (fuerzas especiales)

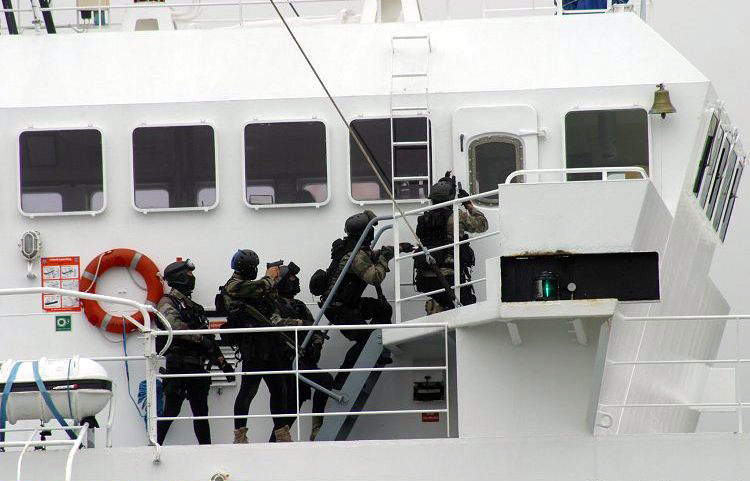
Unidad Jaubert de los Comandos Navales de la Marina Nacional francesa realizando un simulacro de asalto a un buque de guerra.

Un comando es un soldado que integra una unidad de operaciones especiales y que está entrenado para realizar operaciones tras las líneas enemigas. Los comandos están adiestrados de una forma específica para situaciones de alta seguridad y como tropas paracaidistas, aerotransportadas y anfibias.

## Historia

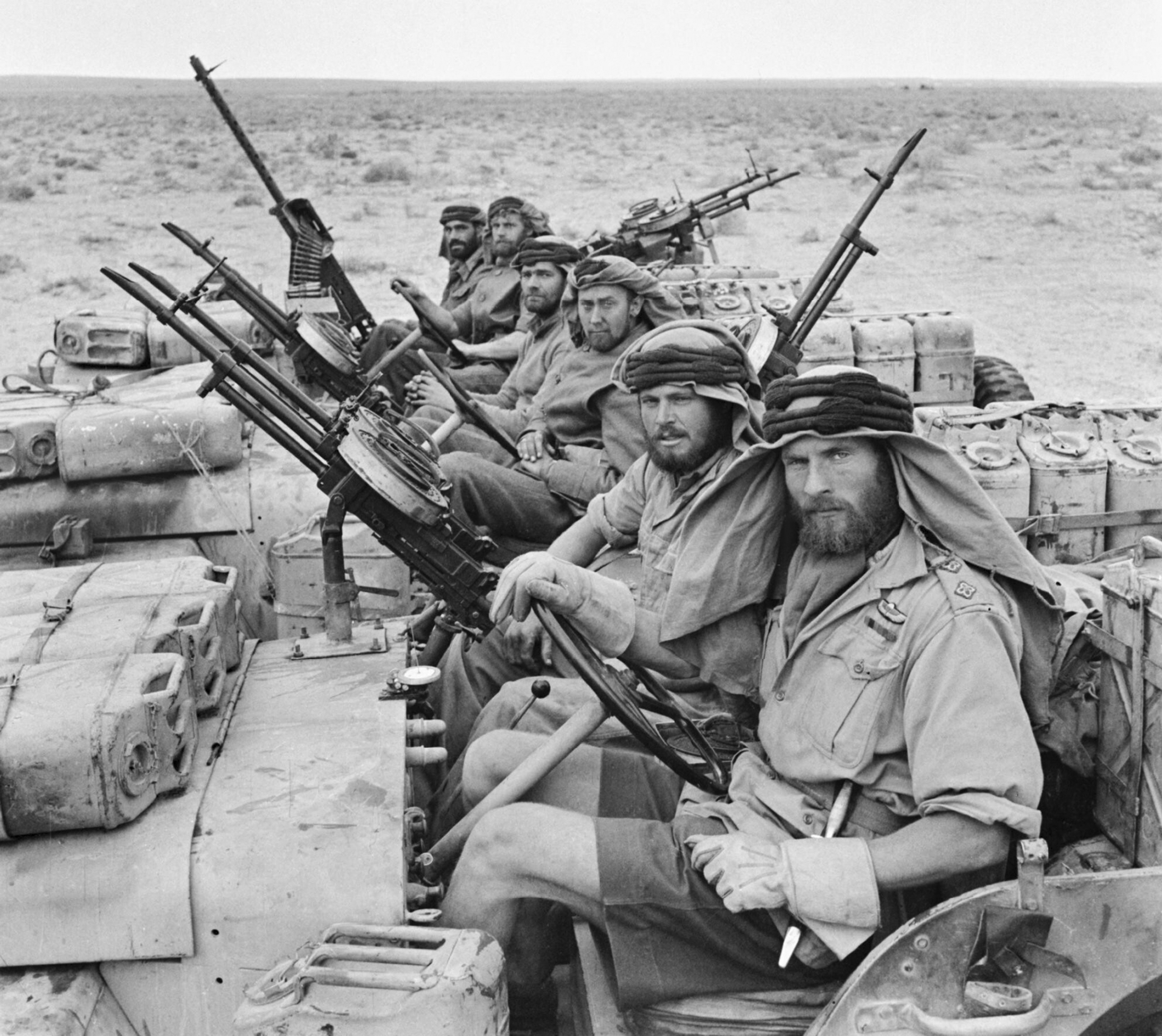
Patrulla del Servicio Especial Aéreo (SAS) británico en el norte de África durante la Segunda Guerra Mundial.

Los comandos de la actualidad tienen su prototipo en las pequeñas unidades especiales de los bóeres sudafricanos, que fueron utilizados en emboscadas y asaltos contra tribus africanas y posteriormente contra tropas británicas en la guerra de los bóeres. El nombre "Comando" se debe a que eran comandadas por soldados elegidos por votación.
También se basaron sus tácticas y modo de operación en las incursiones realizadas en territorio árabe por el teniente Thomas E. Lawrence durante la Primera Guerra Mundial. Durante la Segunda Guerra Mundial, tanto británicos como alemanes y estadounidenses entrenaron pequeños grupos de soldados especialmente seleccionados para misiones detrás de las líneas enemigas, como los del Servicio Aéreo Especial de los primeros y los Rangers de los segundos.
Para los ingleses, el grupo de paracaidístas Special Air Service (SAS) fue el equipo de élite para trabajos especiales que operó en conjunto con el SOE; mientras que para los alemanes, también fue un grupo de paracaidistas, la unidad Friedenthal al mando de Otto Skorzeny. Los soviéticos crearon los comandos Spetsnaz, inicialmente con miembros de la KGB, una de las fuerzas especiales más famosas del mundo por su draconiana forma de entrenamiento.

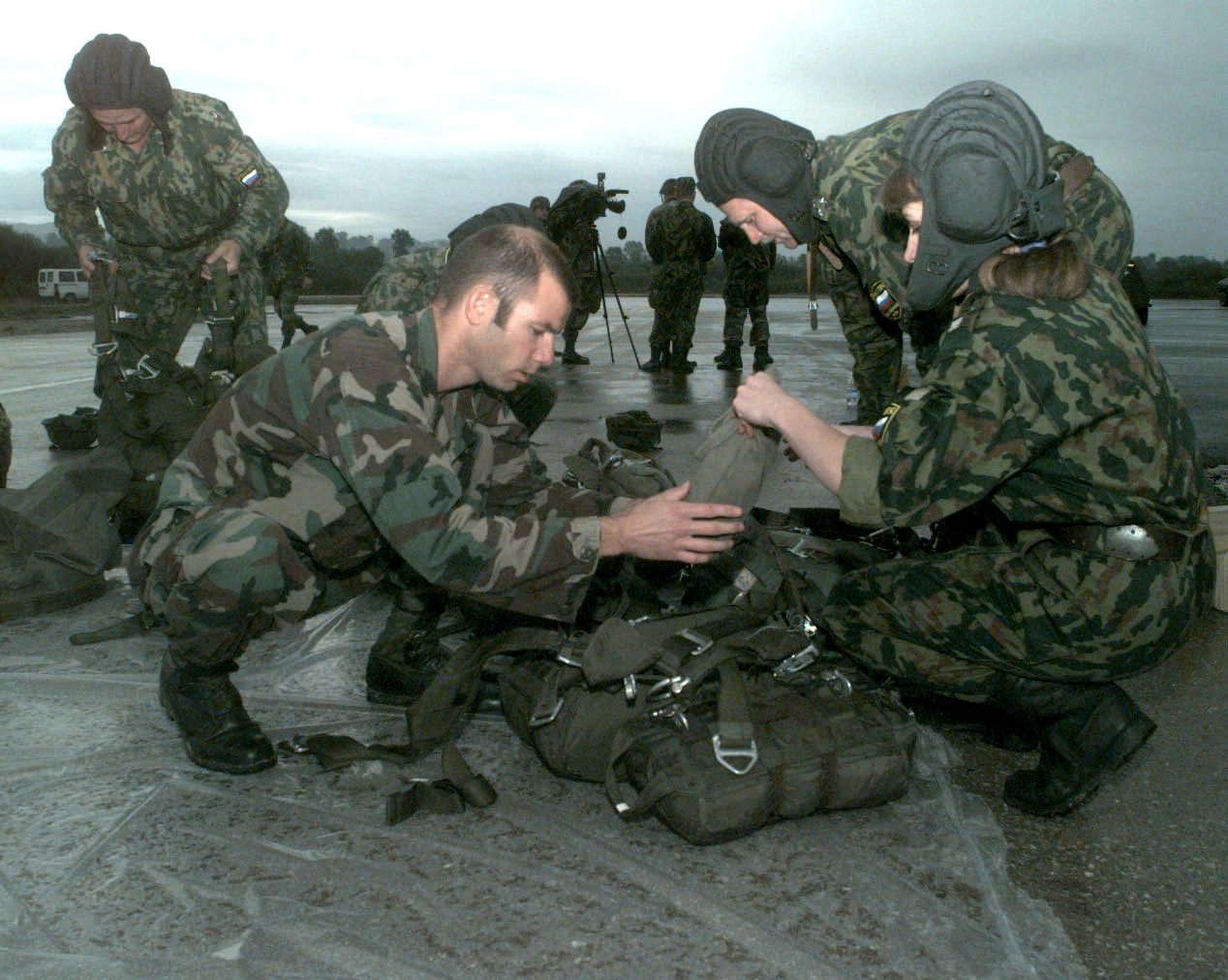
Fuerzas rusas Spetsnaz.

Fue Winston Churchill quien aplicó este término durante la Segunda Guerra Mundial. Eran tropas entrenadas que servían en operaciones de reconocimiento, sabotajes y golpes de mano para destruir objetivos enemigos. En el Ejército de los Estados Unidos recibieron el nombre de Delta Forces. Fue después de este conflicto cuando las operaciones de comando comenzaron a proliferar gracias, entre otras circunstancias, a las nuevas técnicas para realizar infiltraciones. Así los saltos HALO/HAHO o el submarinismo con escafandra autónoma, especialmente los equipos silenciosos, han permitido infiltraciones que de otro modo deberían realizarse a pie o no realizarse.
En el mundo antiguo y moderno pueden encontrarse casos parecidos a las operaciones de comando, como los urinatores romanos o los intentos de retomar Gibraltar. Ya en el siglo XX, los primeros grupos comando (aunque no recibieron ese nombre) fueron organizados por Trotski en el Ejército Rojo, como una forma de superación de la escasa disciplina observada por los partisanos en la guerra de guerrillas. Por su parte Manuel Leguineche califica a muchas de las operaciones llevadas a cabo por los rifeños contra los españoles en la guerra de Marruecos como "lo que ahora llamaríamos operaciones de comando".
En las últimas décadas del siglo XX y principios de XXI el término comenzó a perder vigencia para ser sustituido por el de Operaciones Especiales.

## Misiones

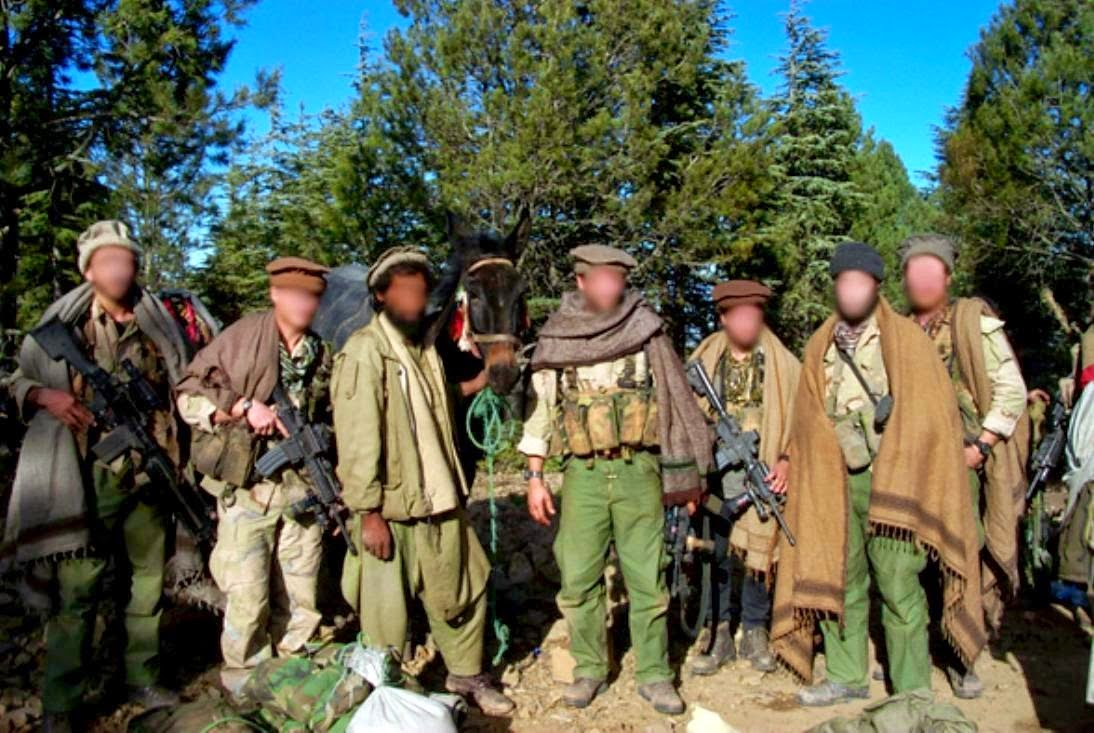
Comandos de la Fuerza Delta estadounidense camuflados como civiles afganos durante la fase inicial de la Guerra de Afganistán de 2001.

Por norma general y debido al reducido número de sus componentes, las operaciones de comando no persiguen el enfrentamiento directo o el combate abierto, y mucho menos campal, con el enemigo. Pero sus misiones son de alta peligrosidad y donde hay misiones militares que un soldado común no puede realizar, allí intervienen los comandos.
Sus objetivos son piezas claves para el desenvolvimiento del enemigo, ya sea en las comunicaciones, líneas de abastecimiento o la moral del enemigo. 
Entre los tipos de misiones confiadas a estos grupos destacan:
- Sabotaje: inutilizar o destruir líneas férreas o de logística de transporte (por su gran importancia para el avance enemigo), centros de producción, de telecomunicaciones, estaciones de combustible, fábricas de armamentos .
- Inteligencia: fotografía detallada, iluminación de objetivos para bombardeos, contactar con infiltrados o guerrilleros.
- Limpieza y colocación de trampa cazabobos, trampas antipersonales.
- Labores de distracción y confusión del enemigo, cambio de señaléticas, interferencias electrónicas, captura o destrucción de material de guerra.
- Eliminación de puestos de guerra electrónica.
- Rescate de rehenes, captura de oficiales o personas de relevancia.
- Aseguramiento previo de las cabezas de playa, toma de puentes, fortificaciones, etc.
- Ataques por emboscada a pequeñas unidades enemigas.

## El uniforme

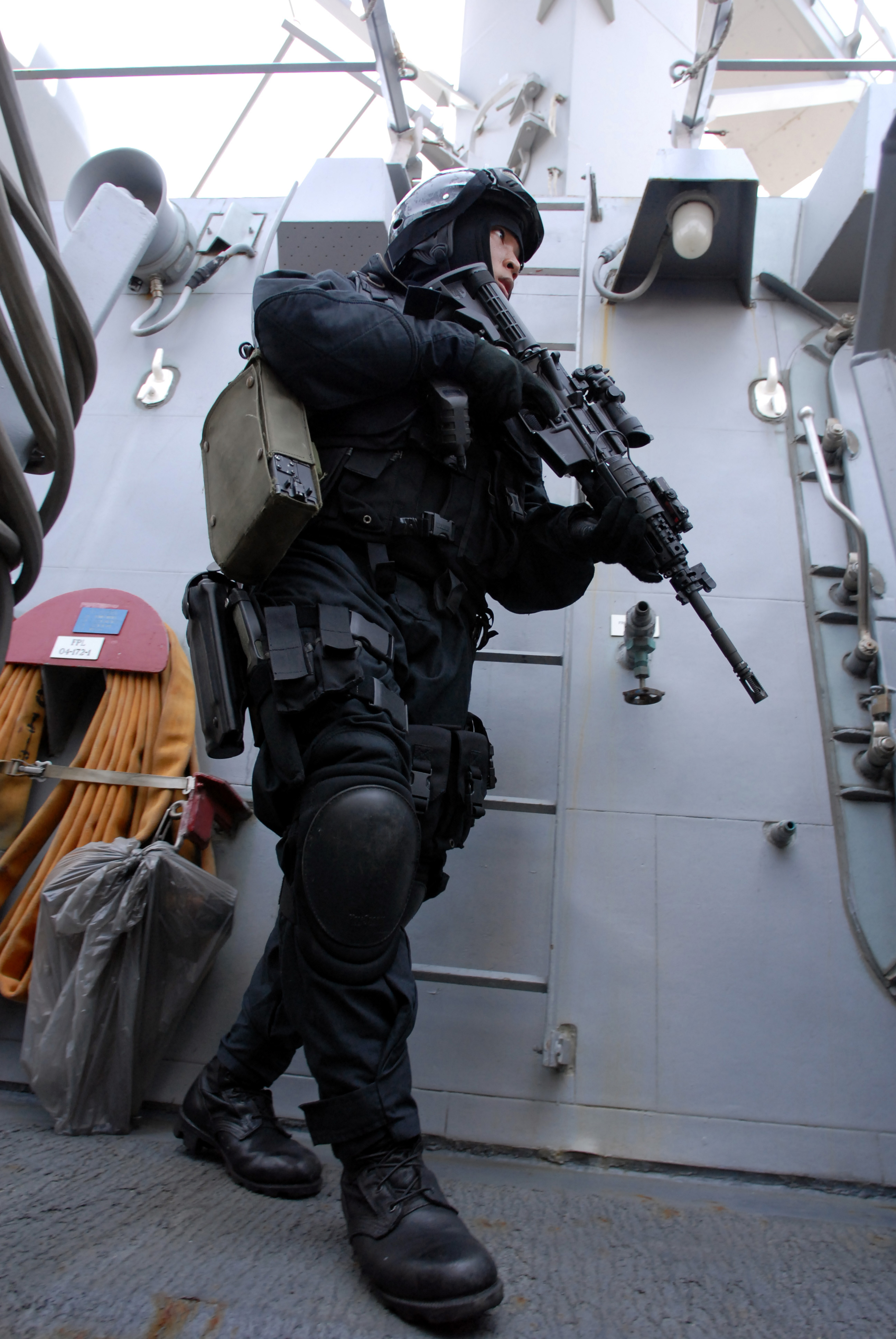
Equipamiento de un comando de las fuerzas de Brunéi.

Por lo general, las unidades del tipo Comando o Fuerzas Especiales se distinguen del resto de unidades regulares por algunas diferencias en sus uniformes. Por ejemplo, en el caso de los comandos británicos, estos usan una boina verde (igual que los Special Forces de Estados Unidos, los GOE del Ejército de Tierra Español, el Escuadrón de Zapadores paracaidistas del Ejército del Aire Español, la Unidad de Guerra Naval Especial de la Armada Española, el Grupo Alacrán de la Gendarmería Nacional Argentina, los Comandos del Ejército Argentino y la Agrupación de Comandos Anfibios y Agrupación de Buzos Tácticos de la Armada Argentina); los miembros del SAS usan una de color caqui. Las unidades de paracaidistas, tanto británicas como estadounidenses usan una boina roja, en unidades paracaidistas de otras naciones la boina es negra, este es el caso de los paracaidistas españoles que se les suele denominar boinas negras. En el caso de Chile, las fuerzas especiales del Ejército y Fuerza Aérea utilizan boina negra y su arma simbólica es el Corvo. En el caso de la Armada sus fuerzas especiales utilizan boina verde.

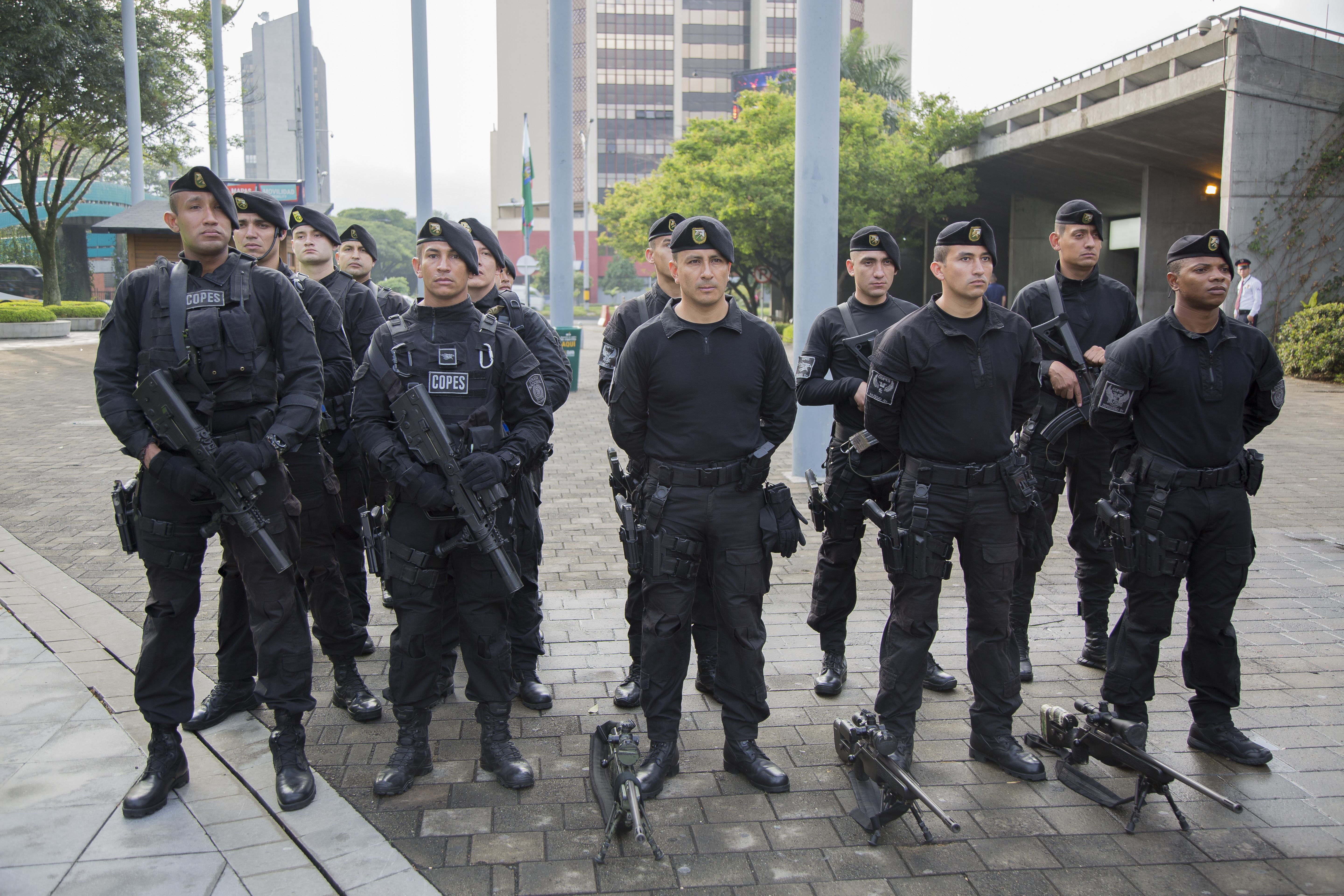
Equipo de las fuerzas especiales de la policía de Colombia

En Ecuador, todos los soldados del Ejército en servicio activo son paracaidistas y su boina de color rojo lleva las alas de dicha especialidad, y la usan únicamente en unidades de Fuerzas Especiales; los soldados COMANDOS llevan todo el tiempo su boina roja, con la diferencia que en ella se indica su grado, además de usar botas kakis con el uniforme pixelado. Los soldados de la Fuerza Aérea llevan la boina azul y los Infantes de Marina (Armada) usan uniforme pixelado con boina negra. En México, las fuerzas Especiales, utilizan uniforme negro, muy similar al de los soldados de línea.

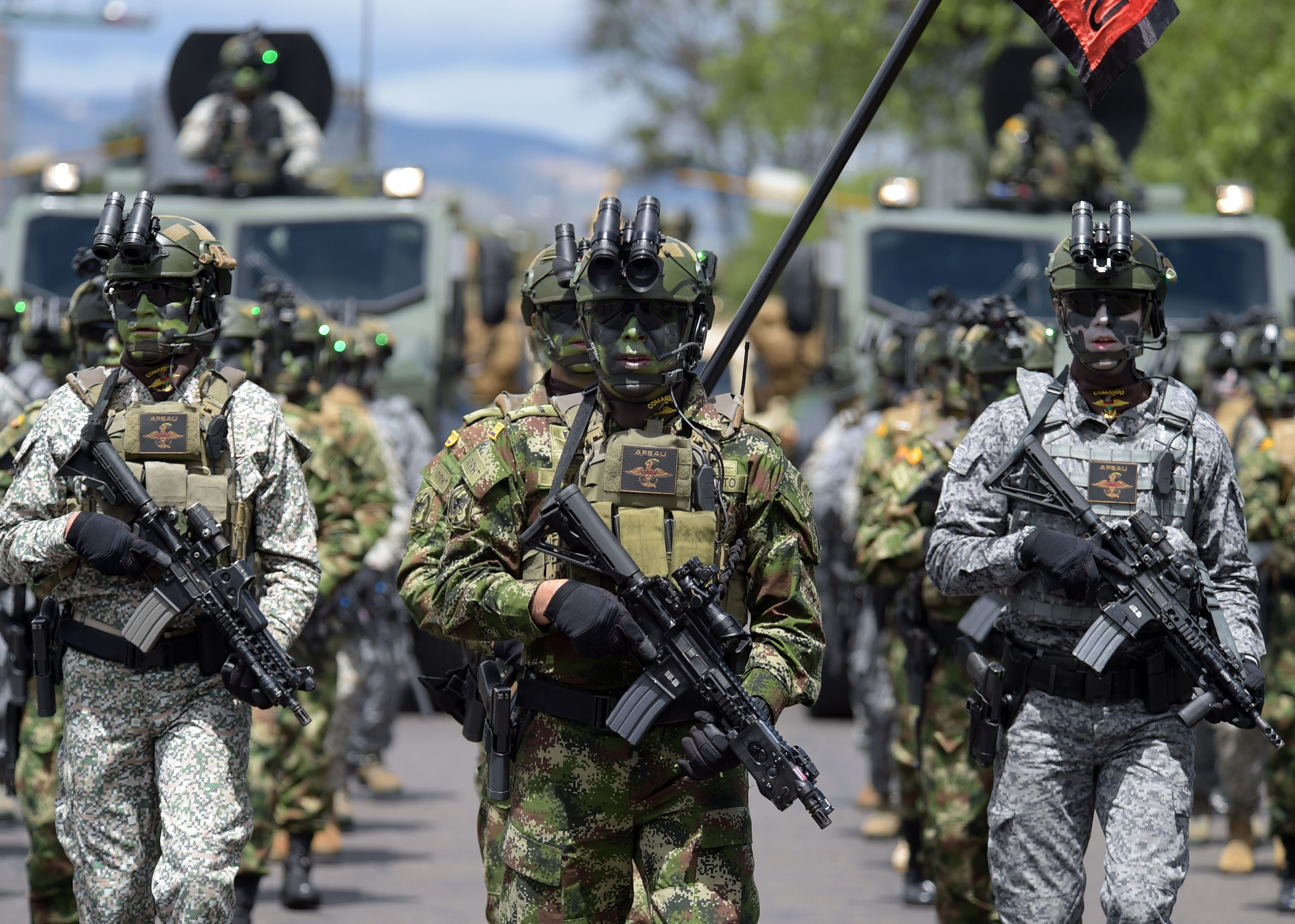
Equipamiento de las fuerzas especiales colombianas

En Perú, los soldados Comandos del Ejército Peruano utilizan la boina de color negra que lleva un rombo amarillo con el Escudo de Perú; así mismo en el cinto donde va la pistola individual lleva un puñal. los Comandos Anfibios de la Armada Peruana llevan la boina verde con el rombo y su escudo Comando Anfibio (Escudo del Perú, un tridente, un ancla, unas alas y un par de rayos) y los soldados de la División de Operaciones Especiales (DOES) de la Fuerza Aérea del Perú llevan una boina negra con el escudo DOES.(Alas y un Puñal)

## Armas simbólicas
Muchas unidades poseen algún tipo de arma que las identifica, por lo general un cuchillo de combate. En el caso de las unidades de operaciones especiales británicas, su arma distintiva es la daga Fairbairn–Sykes, fabricada durante la Segunda Guerra Mundial.
Para los Rangers es el cuchillo "Bowie" y el USMCMPCK (US Marine Corps Multipurpose Combat Knife) para los Marines y Special forces.